# Klaudiusz de Guise
Klaudiusz Lotaryński, fra. Claude de Lorraine (ur. 20 października 1496, w Condé-sur-Moselle, zm. 12 kwietnia 1550, w Joinville) – pierwszy książę de Guise w latach 1528–1550.

## Życiorys
Był drugim synem René II, księcia Lotaryngii. Wychował się na francuskim dworze królewskim Franciszka I Walezjusza. W wieku 17 lat poślubił Antoninę de Burbon-Vendôme (1493–1583), córkę Franciszka – hrabiego Vendôme, i tym samym zawarł ważne przymierze francusko-lotaryńskie.
Klaudiusz wsławił się podczas bitwy pod Marignano, w 1515, ale długo leczył swoje 22 rany, które odniósł w tej bitwie. W 1521 walczył pod Fuenterrabia, a Ludwika Sabaudzka przedstawiła zdobycie miasta jako jego zasługę. W 1523 został mianowany zarządcą Szampanii i Burgundii, po porażce wojsk cesarskich pod Neufchâteau. W 1525, pod Lupstein (niedaleko Saverne), Klaudiusz zniszczył armię chłopów z wojny chłopskiej, która maszerowała na Lotaryngię.
Po tym jak Franciszek I powrócił z niewoli, w 1528, Klaudiusz został mianowany księciem de Guise, mimo że do tej pory tytuł księcia przysługiwał jedynie członkom rodziny królewskiej. Później Gwizjusze jako młodsza gałąź domu lotaryńskiego i dynastii andegaweńskiej, domagali się pierwszeństwa przed burbońskimi książętami de Condé i de Conti.
Pretensje i ambicje Gwizjuszy spowodowały niechęć Franciszka I, jednak nagradzał ich za pomocą znacznych podarunków – ziemi lub pieniędzy. Klaudiusz jeszcze raz wsławił się na polu bitwy – w kampanii luksemburskiej w 1542.

## Potomstwo Klaudiusza i Antoniny
- Maria de Guise (1515–1560), żona Jakuba V, króla Szkocji,
- Franciszek, książę de Guise (1519–1563),
- Ludwika de Guise (1520, w Bar-le-Duc – 1542), żona Karola I, księcia Aarschot,
- Renata de Guise (1522–1602), przełożona w Reims,
- Charles de Guise (1524–1574), arcybiskup Reims i kardynał Lotaryngii,
- Klaudiusz, książę Aumale (1526–1573),
- Ludwik I, kardynał de Guise (1527–1578),
- Filip (1529, w Joinville i zmarły w dzieciństwie),
- Piotr (1530, w Joinville i zmarły w dzieciństwie),
- Antonina de Guise (1531, w Joinville – 1561), przełożona w Faremoutier,
- Franciszek, Wielki Przeor Zakonu Maltańskiego (1534, w Joinville – 1563),
- René II, markiz Elbeuf (1536–1566).